# Campeonato Mundial de Esquí Alpino de 1974
El XXIII Campeonato Mundial de Esquí Alpino se celebró en la localidad alpina de St. Moritz (Suiza) entre el 3 y el 10 de febrero de 1974 bajo la organización de la Federación Internacional de Esquí (FIS) y la Asociación Suiza de Esquí.

## Resultados

### Masculino
| Evento                  | Oro                                  | Plata                                         | Bronce                                            |
| ----------------------- | ------------------------------------ | --------------------------------------------- | ------------------------------------------------- |
| Descenso (09.02)        | David Zwilling · Austria · 1:56,98   | Franz Klammer · Austria · 1:58,01             | Willi Frommelt Liechtenstein 1:58,16              |
| Eslalon (10.02)         | Gustav Thöni · Italia · 1:49,98      | David Zwilling · Austria · 1:50,76            | Francisco Fernández Ochoa · España · 1:51,56      |
| Eslalon gigante (05.02) | Gustav Thöni · Italia · 3:07,92      | Hans Hinterseer · Austria · 3:08,84           | Piero Gros · Italia · 3:08,91                     |
| Combinado (10.02)       | Franz Klammer · Austria · 67,88 pts. | Andrzej Bachleda-Curuś · Polonia · 78,35 pts. | Wolfgang Junginger Alemania Occidental 89,01 pts. |

### Femenino
| Evento                  | Oro                                       | Plata                                      | Bronce                                |
| ----------------------- | ----------------------------------------- | ------------------------------------------ | ------------------------------------- |
| Descenso (07.02)        | Annemarie Moser-Pröll · Austria · 1:50,84 | Betsy Clifford · Canadá · 1:51,78          | Wiltrud Drexel · Austria · 1:52,15    |
| Eslalon (08.02)         | Hanni Wenzel Liechtenstein 1:34,63        | Michèle Jacot Francia 1:35,15              | Lise-Marie Morerod · Suiza · 1:35,29  |
| Eslalon gigante (03.02) | Fabienne Serrat Francia 1:43,18           | Traudl Treichl Alemania Occidental 1:43,72 | Jacqueline Rouvier Francia 1:43,81    |
| Combinado (08.02)       | Fabienne Serrat Francia 20,14 pts.        | Hanni Wenzel Liechtenstein 25,31 pts.      | Monika Kaserer · Austria · 27,44 pts. |

## Medallero
| Núm. | País                | Oro | Plata | Bronce | Total |
| ---- | ------------------- | --- | ----- | ------ | ----- |
| 1    | Austria             | 3   | 3     | 2      | 8     |
| 2    | Francia             | 2   | 1     | 1      | 4     |
| 3    | Italia              | 2   | 0     | 1      | 3     |
| 4    | Liechtenstein       | 1   | 1     | 1      | 3     |
| 5    | Alemania Occidental | 0   | 1     | 1      | 2     |
| 6    | Canadá              | 0   | 1     | 0      | 1     |
|      | Polonia             | 0   | 1     | 0      | 1     |
| 8    | España              | 0   | 0     | 1      | 1     |
|      | Suiza               | 0   | 0     | 1      | 1     |
|      | TOTAL               | 8   | 8     | 8      | 24    |